# Plešimo zajedno
Plešimo zajedno (eng. Save The Last Dance) je romantična drama Thomasa Cartera izdana 2001. u MTV produkciji. Radnja se vrti oko dvoje tinejdžera čije uloge tumače Julia Stiles i Sean Patrick Thomas. Čudnim spletom okolnosti oni se upoznaju u Chicagu i započinju svoju vezu usprkos različitoj boji kože.

## Radnja
Kao srednjoškolka kojoj se smiješi uspješna plesna karijera, kao i sam upad na Juilliard, Sara Johnson poziva svoju majku da prisustvuje njenom nastupu. Majka se ne pojavljuje, a Sara koja nije uspjela izvesti svoju točku iz prvog pokušaja za sve okrivljuje svoju majku, da bi zatim užasnuta doznala da joj je majka poginula u prometnoj nesreći, dok je žurila na njen nastup. Dubok osjećaj krivnje zatomljuje sve njene ambicije i Sara ostavlja balet.
Nakon majčine smrti, Sara se odlazi živjeti sa svojim otuđenim ocem (Terry Kinney). On svira trubu u lokalnom jazz klubu, u Chicagu, gdje Sara nastavlja školovanje kao jedna od pregršt bjeljkinja okružena crncima. Ipak ona sklapa prijateljstvo s djevojkom Chenille (Kerry Washington). Chenillin brat, Derek (Sean Patrick Thomas), je također srednjoškolac čiji je san studirati medicinu na Georgtownu.
Chenille poziva Saru u plesni klub STEPPS, gdje po prvi put pleše uz hip-hop ritmove. Derek se ponudio pomoći joj da razvije svoj talent, te njih dvoje počinju vježbati u napuštenim skladištima, školskim učionicama i raznim drugim mjestima. Kako su se jako zbližili, Derek vodi Saru na balet. Nakon što su ga pogledali, Sara otkriva Dereku cijelu istinu o razlogu svog dolaska u Chicago i o prestanku treniranja baleta. Također mu priznaje da je sve to i razlog zbog kojeg nije htjela na Julliard.
Nakon prvog iskustva u STEPPS-u, Sara ponovo dolazi u klub, ovaj put zajedno s Derekom i sve prisutne zadivljuje svojim plesnim pokretima. U istom klubu pleše i Derekova bivša djevojka Nikki, zbog koje Derek nakratko zapostavlja Saru, dok ih ona gleda kako zajedno plešu "prljavi ples".
Malo po malo, Derek i Sara se upuštaju u ljubavnu vezu. Kako je njegov san već ostvaren- primljen je na Georgtown, Derek odluči pomoći Sari da ostvari svoje snove i dospije do Julliarda. Ona se treba vratiti u plesnu formu, a do audicije je ostalo manje od mjesec dana.
Po povratku u školu, Nikki napada Saru. Chenille govori Sari da ona ne odobrava Nikkin napad, ali da može razumjeti njenu ogorčenost, jer smatra nju, Saru, jednom od onih bjeljkinja koje kradu i tako malo dobrih crnaca u školi. Čuvši ovu izjavu, Sara prekida s Derekom.
Derek također ima prijatelja Malakaia (Fredro Starr) zbog kojeg je i postao pomalo otuđen. S obzirom na to da mu duguje lojalnost, jer je Malakai jednom preuzeo na sebe njegovu krivnju i odslužio mjesto njega u zatvoru, Derek se mora odlučiti između vraćanja duga prijatelju i planova oko fakulteta. 
Sara dolazi na audiciju za Julliard, na koju Derek kasni, no stigne u presudan trenutak ohrabriti ju. S druge strane grada događa se pucnjava, u kojoj su ubijeni njegovi prijatelji od strane Malakaiovog suparnika i njegove bande, a sam Malakai je ponovo uhićen.
Radnja filma završava u klubu STEPPS, gdje Sara, Derek, Chenille i njihovi prijatelji slave Sarin uspješan nastup na audiciji.

## Uloge
- Julia Stiles - Sara Johnson
- Sean Patrick Thomas - Derek Reynolds
- Kerry Washington - Chenille Reynolds
- Fredro Starr - Malakai
- Terry Kinney - Roy Johnson
- Bianca Lawson - Nikki
- Vince Green - Snookie
- Garland Whitt - Kenny
- Elisabeth Oas - Diggy

## Nagrade
- 2001.
  - MTV Movie Awards, u kategoriji "Najbolji poljubac" za Juliu Stiles i Seana Patricka Thomasa
  - Teen Choice Awards
  - Young Hollywood Awards

- 2002.
  - Black Reel Awards
  - Golden Reel Awards

Unatoč svim ovim nagradama, kritčari nisu bili oduševljeni ovim filmom.
Ipak Clint Eastwood dodaje da je film bio "iznenađujuće uspješan".

## Soundtrack
Soundtrack, ispunjen glazbom koja prati scene plesa u filmu, također je postigao uspjeh. Sadrži elemente rnb-a i hip hopa, na kojima su radili izvođači poput Snoop Dogga, Ice Cubea, Pink i Notorious B.I.G., Jessea Powella, K-Cia i Jo-Jo, Donella Jonesa, Athene Cage, Chaka Demusa i Soulbone. Fredro Starr, jedan od članova hip hop grupe Onyx, koji se također pojavljuje u filmu u sporednoj ulozi, igra glavnu ulogu u stvaranju ovog soundtracaka.

## Vanjske poveznice
- Plešimo zajedno na Internet Movie Database